# Bezirk Śniatyn
Bezirk Śniatyn – dawny powiat (Bezirk) kraju koronnego Królestwo Galicji i Lodomerii, funkcjonujący w latach 1854–1867. Siedzibą starostwa było miasto Śniatyn.

## Historia
Bezirk Śniatyn utworzono w ramach reformy uwłaszczeniowej z okresu Wiosny Ludów (1848–1849), która likwidowała jurysdykcję właściciela ziemskiego nad poddanymi. W Galicji, dominium – jako podstawowa jednostka administracyjna i filar systemu feudalnego straciło rację bytu. Konieczne stało się zatem wprowadzenie nowego systemu administracyjnego, którego zręby powstały w latach 1851–1855. Nowy trójstopniowy podział administracyjny objął 21 cyrkułów (niem. Kreise), 179 małych powiatów (niem. Bezirke) i ponad 6000 gmin (niem. Gemeinde).
Bezirk Śniatyn objął obszar o wielkości 5,1 mil², zamieszkany przez 29.927 ludzi i podzielony na 24 gminy katastralne, w tym jedno miasto (Śniatyn). Wszedł w skład cyrkułu kołomyjskiego, jako jeden z jego dziewięciu powiatów. Na północy, należące do Bezirk Gwoździec gminy Krasnostawce, Toporowce i Targowica, wdzierały się specyficznym ramieniem w głąb Bezirk Śniatyn. Od południa i wschodu graniczył z Księstwem Bukowiny, stanowiącym kraj koronny Cesarstwa Austrii.
Po nadaniu Galicji autonomii oraz powołaniu samorządu gminnego i powiatowego w 1865 zlikwidowano cyrkuły (Kreise). Dotychczasowe małe powiaty (Bezirke) w liczbie 179, utrzymały się do 1867 roku, kiedy to w następstwie kolejnej reformy administracyjnej (23 stycznia 1867) zostały zastąpione przez 74 większe powiaty. Obszar zniesionego Bezirk Śniatyn wszedł wtedy w skład nowych powiatów śniatyńskiego i horodeńskiego (vide podział w tabeli poniżej). 19 czerwca 1867 gminę Podwysoka przeniesiono z powiatu horodeńskiego do powiatu śniatyńskiego.

## Podział administracyjny (1854)
| Lp. | Gmina jednostkowa       | Powierzchnia | Ludność | Powiat w 1867 po zniesieniu |
| --- | ----------------------- | ------------ | ------- | --------------------------- |
| 1   | Śniatyn (M)             | 5574         | 10175   | śniatyński                  |
| 2   | Przerwa                 | 5574         | 10175   | śniatyński                  |
| 3   | Podwysoka               | 3002         | 1168    | horodeński                  |
| 4   | Zadubrowce              | 2542         | 1039    | śniatyński                  |
| 5   | Hańkowce                | 4396         | 1013    | śniatyński                  |
| 6   | Albinówka               | 300          | 218     | śniatyński                  |
| 7   | Lubkowce                | 608          | 639     | śniatyński                  |
| 8   | Stecowa                 | 5691         | 1624    | śniatyński                  |
| 9   | Rusów                   | 2729         | 874     | śniatyński                  |
| 10  | Mikulińce               | 1914         | 465     | śniatyński                  |
| 11  | Kułaczyn                | 217          | 245     | śniatyński                  |
| 12  | Budyłów                 | 1420         | 722     | śniatyński                  |
| 13  | Załucze nad Czeremoszem | 2978         | 1511    | śniatyński                  |
| 14  | Zawale                  | 1698         | 1291    | śniatyński                  |
| 15  | Kniaże                  | 2374         | 1069    | śniatyński                  |
| 16  | Drahasymów              | 699          | 483     | śniatyński                  |
| 17  | Potoczek                | 1680         | 732     | śniatyński                  |
| 18  | Uście                   | 2323         | 727     | śniatyński                  |
| 19  | Bełełuja                | 1801         | 885     | śniatyński                  |
| 20  | Karłów                  | 999          | 1304    | śniatyński                  |
| 21  | Tuława                  | 862          | 548     | śniatyński                  |
| 22  | Wołczkowce              | 3861         | 1778    | śniatyński                  |
| 23  | Orelec                  | 1520         | 520     | śniatyński                  |
| 24  | Widynów                 | 1562         | 897     | śniatyński                  |

Objaśnienie:
(M) = miasto; (m) = miasteczko